# Edgar (compositeur)
Pour les articles homonymes, voir Edgar.
Edgar (né Edgar Daguier) est un auteur-compositeur-interprète français, connu pour ses 4 albums dont 3 avec le groupe Edgar de l'Est.
Il continue l'aventure depuis 2002 sous « Edgar », entouré de quelques musiciens dont Denis Barthe, le batteur de Noir Désir.
En 2005, Edgar a sorti un nouvel album baptisé Mon amour avec Bordeaux Chanson.